# Nạp Khê
Nạp Khê (chữ Hán giản thể: 纳溪区, Hán Việt: Nạp Khê khu) là một quận thuộc địa cấp thị Lô Châu, tỉnh Tứ Xuyên, Cộng hòa Nhân dân Trung Hoa. Quận Giang Dương có diện tích 1150,6 km² và dân số 470.000 người, trong đó dân số nông nghiệp là 384.500 người, tốc độ tăng trưởng dân số tự nhiên 2,59‰ (số liệu cuối năm 2003). Quận lỵ đóng tại An Phú.
Các dân tộc sinh sống ở đây gồm: người Hán chiếm 99% dân số, còn lại là các dân tộc thiểu số như người Miêu, người Hồi, người Di, người Choang, người Mãn.
Nạp Khê được chia ra thành 12 trấn và 1 nhai đạo biện sự xứ
- Nhai đạo biện sự xứ: An Phú
- Trấn: Đại Độ Khẩu, Hộ Quốc, Đả Cổ, Thượng Mã, Hợp Diện, Phong Lạc, Bạch Tiết, Thiên Tiên, Miên Hoa Pha, Tân Lạc, Cừ Bsa, Long Xa.